# Пиерий
Пие́рий, или Пи́рий (др.-греч. Πιέριος; лат. Pierius; III век — начало IV века), — пресвитер христианской церкви в Александрии, исповедник, писатель, проповедник и катехизатор. Автор несохранившихся сочинений. Почитается как святой в Католической церкви, память 4 ноября.
Евсевий Кесарийский в своей книге «Церковная история» упоминает о Пиерии. Иероним Стридонский в своей книге «О знаменитых мужах» посвящает Пиерию 76 главу.

## Жизнеописание
Пиерий жил во времена правления императоров правления Кара и Диоклетиана, в это время епископом Александрии был Феона. Пиерий прославился своей нестяжательностью и своими философскими познаниями, размышлениями о делах Божиих, толкованием их и превосходными проповедями в Церкви на эту тему. Он успешно учил людей и добился такого изящества в языке и опубликовал много трактатов на самые разные темы, что его называли Младшим Оригеном. Он выделялся самодисциплиной, хорошо разбирался в диалектике и риторике. Пиерий был во главе катехизической школы в Александрии. Учеником Пиерия был мученик Памфил. Пиерий пострадал вместе со своим братом Исидором во время великого гонения при императоре Диоклетиане. После гонений провел остаток жизни в Риме.

## Труды
Пиерий автор большого количества сочинений, но ни одно из них не сохранилось. Известны названия двух сочинений: «О пророке Осие», «О Пасхе». Фотий отмечает богатство аргументации, ясный и блестящий стиль сочинений Пиерия. Фотий пишет, что стиль равномерный, плавный и мягкий.
Имя Пиерия помещено в 10 том Греческой Патрологии. Но в этом томе нет собственных сочинений Пиерия. В нём под именем Пиерия помещены отрывки из книги Евсевия Кесарийского «Церковная история» о Пиерии; 76 глава книги Иеронима Стридонского «О знаменитых мужах», посвящённая Пиерию; 119 кодекс книги Мириобиблион Патриарха Константинопольского Фотия, также посвящённая Пиерию.

## Богословие Пиерия
Сами сочинения Пиерия не сохранились. Но Патриарх Константинопольский Фотий прочитал сборник, состоящий из 12 книг Пиерия и описал некоторые его богословские взгляды в книге Мириобиблион.
В отношении Бога Отца и Бога Сына учение Пиерия православно. Пиерий употреблял по отношению к Отцу и Сына термины: две природы и две сущности, используя эти термины в смысле две ипостаси, а не в том смысле, который дается приверженцами Ария.
Что касается учения Пиерия о Святом Духе, то его взгляды являются опасными и греховными. Пиерий учит тому, что слава Святого Духа была меньше, чем у Отца и Сына. Пиерий также разделял неправославное мнение Оригена о предсуществовании душ.
В своём сочинении «О пророке Осие» и в книге «О Пасхе» Пиерий рассуждал о херувимах, но считал, что Моисей сделал литых херувимов на ковчеге завета по глупости. Пиерий писал о том, что херувимы не обладают какой-либо формой, но имеют только вид крыльев.